# Lakner István
Lakner István (Szentiván, Győr vármegye, 1821. augusztus 18. – Vámosmikola, Hont vármegye, 1886. december 21.) római katolikus plébános.

## Élete
Édesapja Lakner István, helyi iskola igazgató, anyja Horváth Éva volt. A gimnáziumot Győrött, 1840-től a teológiát Nagyszombatban végezte. 1845. június 30-án pappá szentelték. Hitszónok és karkáplán volt Nagyszombatban, 1847-től Esztergomban, 1849-ben Hédervárott és Léván; 1854-ben plébános lett Vámosmikolán.
Majer szerint irodalmi működése folyóirati cikkek, értekezések és hírlapi levelek.

## Műve
- Szózat a serdülő magyar ifjúsághoz mostani vész-teljes napokban. Magyar-Óvár, 1848. (Költemény.)